# Анди Вибово
А́нди Вибо́во (индон. Andy Wibowo) (род. 9 июня 1980 года) — индонезийский пловец, специализировавшийся в плавании баттерфляем. Он завоевал бронзовую медаль на дистанции 100 метров баттерфляем (55,59) на Играх Юго-Восточной Азии 2007 в Бангкоке, Таиланд. Представлял Индонезию на летних Олимпийских играх 2004 в Афинах.

## Биография
Анди Вибово вырос в простой семье, в которая не была связана со спортом. Его отец любил смотреть спортивные трансляции и маленький Анди вместе с ним смотрел телевизор. Интерес к спорту проснулся у Анди, когда его старший брат стал ходить в плавательную секцию.

## Карьера в плавании
Анди Вибово квалифицировался на Олимпийские игры 2004 года, выполнив норматив B (55,86) на Играх Юго-Восточной Азии 2003 в Ханое, Вьетнам. На Олимпиаде он выступил в заплыве на 100 метров баттерфляем, заняв шестое место в своём предварительном заезде с результатом 56,86 секунды, но не смог пройти в полуфинал, заняв 54-е место в общем зачёте.
Помимо Олимпиады, добился успеха на региональных соревнованиях. На Играх Юго-Восточной Азии 2007 года он завоевал бронзовую медаль, уступив пловцам из Малайзии и Сингапура.

## Триатлон
С 2009 года Анди Вибово переключился на триатлон, участвуя в различных соревнованиях в Юго-Восточной Азии. В частности, неоднократно принимал участие в ежегодном MRA Bali International Triathlon, где несколько раз побеждал в своей возрастной категории.
Анди Вибово является амбассадором шведского бренда Thule. По его мнению, спонсорство имеет решающее значение для поддержки карьеры спортсменов и их финансового благополучия.
Анди Вибово кроме занятий спортом работает тренером в команде TeamHope Triathlon. Также он участвует в разработке профессиональной обуви для бега под брендом Ortuseight.
В 2019 году Анди Вибово оказался в центре скандала: будучи за рулём своего легкового автомобиля, он угрожал огнестрельным оружием другому водителю в центре Джакарты. В ходе экспертизы было доказано употребление им метамфетамина.